# Hagener Stadtbrand
Der Hagener Stadtbrand fand im Jahr 1724 in Hagen statt.

## Entstehung und Ablauf
Ursächlich für die Feuersbrunst am 6. September 1724 war ein Schornsteinbrand im Hause des 86-jährigen Försters Nicolaus Dähnert an der Marktstraße gegenüber der Johanniskirche. Das Feuer griff erst auf das gesamte Haus, dann auf die Nachbarhäuser und bald die ganze Straßenfront über. Anschließend trieb der Wind die Funken auch auf die andere Straßenseite und zu weiteren Häusern. Die Johanniskirche blieb als einziges Gebäude in ihrer Umgebung unversehrt. Insgesamt fiel über die Hälfte aller damaligen Hagener Bauwerke dem Brand zum Opfer.
Das Feuer konnte sich so schnell verbreiten, da damals ein Großteil der Gebäude Fachwerkhäuser und mit leichtentzündlichen Materialien wie Stroh gedeckt waren, so waren im Jahr 1722 82 Dächer mit Stroh, 35 mit Spähnen, aber nur 14 mit Ziegeln oder Schiefer bedeckt.

## Wiederaufbau

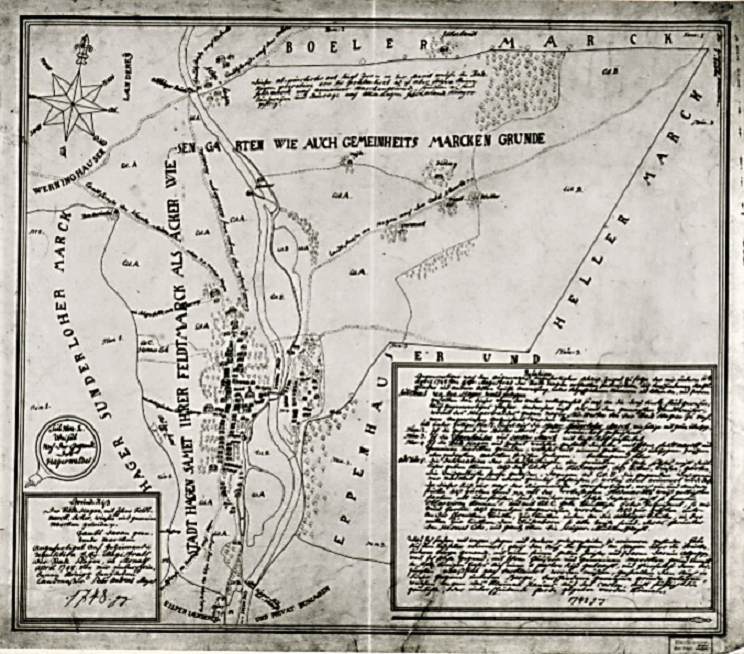
Ortsplan nach dem Wiederaufbau (1748)

Die örtlichen und die Berliner Behörden forderten Berichte über den Brand an. Der Architekt Johann Michel Moser aus Unna hatte die Schäden begutachtet und machte Vorschläge, wie die Stadt wieder aufgebaut werden soll. Ein Lageplan, den Moser im Oktober 1724 anfertigte ist bis heute der älteste der die Hagen zeigt; erstmals veröffentlicht wurde er 1928. 1725 wurde Hagen wiederaufgebaut. Dafür wurde am 18. Januar 1725 die Bau-Ordnung bey Wieder-Aufbauung der Abgebranndten Haußtätten in dem Flecken Hagen erlassen, die erste Bauordnung Hagens.

## Sonstiges
Im Jahr 1699 fand ebenfalls ein größerer Brand statt, worüber allerdings keine Details bekannt sind.